# Экономическое село
Экономическое село в России второй половины XVIII века — это село, переданное в ходе секуляризации церковной собственности из владения монастырей под управление государственной Коллегии экономии. В дальнейшем такие сёла, населённые так называемыми экономическими крестьянами, пользовавшимися большей свободой по сравнению с крепостными, часто становились центрами кустарного производства. Далее такие сёла могли приобретать статус города, поскольку в этом случае правительству не нужно было для придания нового статуса выкупать село у владельца-помещика (так возникли, например, города Медынь и Жиздра).